# Fase de classificació de la Copa d'Àfrica de Nacions 2013
La fase de classificació de la Copa d'Àfrica de Nacions 2013 serà una fase classificatòria futbolística per a la Copa d'Àfrica de Nacions 2013 que començà el 15 de gener del 2012 i acabarà a finals del 2012. Sud-àfrica s'hi classificà automàticament com a nació amfitriona.

## Format
Un total de 47 països participaren en la competició, incloent Sud-àfrica, el qual es classificà automàticament.
Hi haurà tres rondes, i en cada ronda, els equips seran repartits en partits d'anada i tornada.
- Ronda preliminar: els quatre equips pitjor classificats internacionalment començaran des d'aquesta ronda.
- Primera ronda: els dos equips guanyadors de la ronda preliminar s'uniran amb els altres 26 equips que no es classificaren per a la Copa d'Àfrica de Nacions 2012.
- Segona ronda: els catorze guanyadors de la primera ronda s'uniran amb els 16 equips que sí que es classificaren per a la Copa d'Àfrica de Nacions 2012.

Els 15 guanyadors de la segona ronda es classificaran per a la Copa d'Àfrica de Nacions 2013.
El sorteig per a la ronda preliminar i la primera ronda van ser fetes el 28 d'octubre del 2011 a Malabo (Guinea Equatorial). El sorteig per a la segona ronda encara no ha estat feta.
Aquesta és la llista de participants (en exclusió de la nació amfitriona classificada automàticament, Sud-àfrica): 
| Classificació automàtica cap a la segona ronda (seleccions participants el 2012)                                                                             | Classificació automàtica cap a la primera ronda (seleccions no participants el 2012 amb excepció dels pitjor classificats)                         | Classificació automàtica cap a la primera ronda (seleccions no participants el 2012 amb excepció dels pitjor classificats)          | Competint en la ronda preliminar (seleccions pitjors classificades internacionalment) |
| --- | --- | --- | ------------------------------------------------------------------------------------- |
| Angola · Botswana · Burkina Faso · Costa d'Ivori · Gabon · Ghana · Guinea · Guinea Equatorial · Mali · Marroc · Níger · Senegal · Sudan · Tunísia · Zàmbia · | Algèria · Benín · Burundi · Camerun · Cap Verd · República Centreafricana · RD Congo · Congo · Egipte · Etiòpia · Gàmbia · Guinea Bissau · Kenya · | Libèria · Madagascar · Malawi · Moçambic · Namíbia · Nigèria · Ruanda · Sierra Leone · Tanzània · Togo · Txad · Uganda · Zimbabwe · | Lesotho · São Tomé i Príncipe · Seychelles · Swazilàndia                              |

Notes
- Togo va ser prohibida la participació en les Copes d'Àfrica de Nacions 2012 i 2013 per la CAF quan es retiraren de la Copa d'Àfrica de Nacions 2010 en ser el seu autocar atacat matant el segon entrenador, el cap de premsa i el conductor.[3][4] Togo va apel·lar al Tribunal d'Arbitratge de l'Esport, on va intervenir el president de la FIFA Sepp Blatter. Subseqüentment la prohibició en futures Copes d'Àfrica de Nacions va ser revocada i immediatament es va posar en efecte el 14 de maig del 2010, després d'una reunió amb el comitè executiu de la CAF.[5]
- Els següents equips de la CAF decidiren no participar en la competició:  Comores,  Djibouti,  Eritrea,  Maurici,  Mauritània i  Somàlia.

## Ronda preliminar
- La ronda preliminar està sent jugada el 15 de gener, el primer partit, i el 22 de gener del 2012, el segon partit.[6]

| Equip 1             | Global | Equip 2     | Primer partit | Segon partit |
| ------------------- | ------ | ----------- | ------------- | ------------ |
| Seychelles          | w/o1   | Swazilàndia | —             | —            |
| São Tomé i Príncipe | 1–0    | Lesotho     | 1 – 0         | 0 – 0        |

Nota 1: Swazilàndia es retirà per motius econòmics. Les Seychelles es classificaren per a la primera ronda contra la República Democràtica del Congo.
| São Tomé i Príncipe | 1 – 0   | Lesotho |
| ------------------- | ------- | ------- |
| Nunes 3' (pen.)     | Crònica |         |

 Estádio Nacional 12 de Julho, São Tomé, São Tomé i Príncipe
| Lesotho | 0 – 0   | São Tomé i Príncipe |
| ------- | ------- | ------------------- |
|         | Crònica |                     |

 Setsoto Stadium, Maseru, Lesotho
El guanyador es classificà per a la primera ronda contra Sierra Leone.

## Primera ronda
- La primera ronda fou jugada el 29 de febrer, el primer partit, i entre el 15 i 17 de juny del 2012, el segon partit.[6] El partit entre la República Centreafricana i Egipte va ser ajornat al 30 de juny.[10]

| Equip 1             | Global     | Equip 2                  | Primer partit | Segon partit |
| ------------------- | ---------- | ------------------------ | ------------- | ------------ |
| Etiòpia             | 1–1 (c)    | Benín                    | 0–0           | 1–1          |
| Ruanda              | 0–2        | Nigèria                  | 0–0           | 0–2          |
| Congo               | 3–5        | Uganda                   | 3–1           | 0–4          |
| Burundi             | 2–2 (c)    | Zimbabwe                 | 2–1           | 0–1          |
| Gàmbia              | 2–6        | Algèria                  | 1–2           | 1–4          |
| Kenya               | 2–2 (c)    | Togo                     | 2–1           | 0–1          |
| São Tomé i Príncipe | 4–5        | Sierra Leone             | 2–1           | 2–4          |
| Guinea Bissau       | 0–2        | Camerun                  | 0–1           | 0–1          |
| Txad                | 3–4        | Malawi                   | 3–2           | 0–2          |
| Seychelles          | 0–7        | RD Congo                 | 0–4           | 0–3          |
| Tanzània            | 2–2 (6–7p) | Moçambic                 | 1–1           | 1–1          |
| Egipte              | 3–4        | República Centreafricana | 2–3           | 1–1          |
| Madagascar          | 1–7        | Cap Verd                 | 0–4           | 1–3          |
| Libèria             | 1–0        | Namíbia                  | 1–0           | 0–0          |

| Etiòpia | 0 – 0   | Benín |
| ------- | ------- | ----- |
|         | Crònica |       |

| Benín    | 1 – 1   | Etiòpia   |
| -------- | ------- | --------- |
| Poté 19' | Crònica | Girma 44' |

Etiòpia guanyà amb un marcador d'1–1 (regla dels gols en camp contrari) i es classificà per a la segona ronda.
| Ruanda | 0 – 0   | Nigèria |
| ------ | ------- | ------- |
|        | Crònica |         |

| Nigèria                  | 2 – 0   | Ruanda |
| ------------------------ | ------- | ------ |
| Uche 9' · Ahmed Musa 56' | Crònica |        |

Nigèria guanyà amb un marcador global de 2–0 i es classificà per a la segona ronda.
| Congo                                             | 3 – 1   | Uganda        |
| ------------------------------------------------- | ------- | ------------- |
| N'Guessi 1' · Lépicier 77' (pen.) · Moussilou 85' | Crònica | Sserumaga 29' |

| Uganda                                                     | 4 – 0   | Congo |
| ---------------------------------------------------------- | ------- | ----- |
| Mwesigwa 33' · Walusimbi 51' (pen.) · Massa 63' · Okwi 86' | Crònica |       |

Uganda guanyà amb un marcador global de 5–3 i es classificà per a la segona ronda.
| Burundi                   | 2 – 1   | Zimbabwe   |
| ------------------------- | ------- | ---------- |
| Mavugo 46' · Nahayo 90+5' | Crònica | Musona 60' |

| Zimbabwe   | 1 – 0   | Burundi |
| ---------- | ------- | ------- |
| Musona 36' | Crònica |         |

Zimbabwe guanyà amb un marcador global de 2–2 (regla dels gols en camp contrari) i es classificà per a la segona ronda.
| Gàmbia        | 1 – 2   | Algèria                  |
| ------------- | ------- | ------------------------ |
| M. Ceesay 27' | Crònica | Yahia 56' · Feghouli 58' |

| Algèria                                  | 4 – 1   | Gàmbia      |
| ---------------------------------------- | ------- | ----------- |
| Kadir 1' · Slimani 6', 52' · Soudani 65' | Crònica | Gassama 15' |

Algèria guanyà amb un marcador global de 6–2 i es classificà per a la segona ronda.
| Kenya                  | 2 – 1   | Togo        |
| ---------------------- | ------- | ----------- |
| Situma 24' · Wanga 66' | Crònica | Boukari 42' |

| Togo      | 1 – 0   | Kenya |
| --------- | ------- | ----- |
| Gakpé 59' | Crònica |       |

Togo guanyà amb un marcador global de 2–2 (regla dels gols en camp contrari) i es classificà per a la segona ronda.
| São Tomé i Príncipe          | 2 – 1   | Sierra Leone |
| ---------------------------- | ------- | ------------ |
| Jair 69' (pen.) · Lasset 86' | Crònica | Kamara 55'   |

| Sierra Leone                       | 4 – 2   | São Tomé i Príncipe    |
| ---------------------------------- | ------- | ---------------------- |
| Kamara 17', 33' · Bangura 21', 40' | Crònica | Jair 2' · Da Silva 47' |

Sierra Leone guanyà amb un marcador global de 5–4 i es classificà per a la segona ronda.
| Guinea Bissau | 0 – 1   | Camerun             |
| ------------- | ------- | ------------------- |
|               | Crònica | Choupo-Moting 90+1' |

| Camerun       | 1 – 0   | Guinea Bissau |
| ------------- | ------- | ------------- |
| Moukandjo 81' | Crònica |               |

Camerun guanyà amb un marcador global de 2–0 i es classificà per a la segona ronda.
| Txad                         | 3 – 2   | Malawi          |
| ---------------------------- | ------- | --------------- |
| Labbo 38' · Djime 45+3', 53' | Crònica | Nyondo 42', 67' |

| Malawi                      | 2 – 0   | Txad |
| --------------------------- | ------- | ---- |
| J. Banda 31' · Kamwendo 73' | Crònica |      |

Malawi guanyà amb un marcador global de 4–3 i es classificà per a la segona ronda.
| Seychelles | 0 – 4   | RD Congo                                   |
| ---------- | ------- | ------------------------------------------ |
|            | Crònica | Dioko Kaluyituka 11', 47' · Mputu 28', 90' |

| RD Congo                            | 3 – 0   | Seychelles |
| ----------------------------------- | ------- | ---------- |
| Mbokani 38' · Mpeko 45' · Kanda 84' | Crònica |            |

La República Democràtica del Congo guanyà amb un marcador total de 7–0 i es classificà per a la segona ronda.
| Tanzània     | 1 – 1   | Moçambic   |
| ------------ | ------- | ---------- |
| Kazimoto 42' | Crònica | Clésio 23' |

| Moçambic                                                                             | 1 – 1   | Tanzània                                                                       |
| ------------------------------------------------------------------------------------ | ------- | ------------------------------------------------------------------------------ |
| Sitoe 8'                                                                             | Crònica | Morris 89'                                                                     |
| Tanda de penals                                                                      |         |                                                                                |
| Carlitos · Mexer · Miro · Whiskey · Paíto · Clésio · Zainadine · Telinho · Domingues | 7 – 6   | Morris · Maftah · Nditi · Yondani · Kapombe · Bocco · Domayo · Ngassa · Samata |

Moçambic guanyà amb un marcador global de 2–2 (7–6 per tanda de penals) i es classificà per a la segona ronda.
| Egipte                | 2 – 3   | República Centreafricana  |
| --------------------- | ------- | ------------------------- |
| Zidan 10' · Salah 47' | Crònica | Momi 25', 62' · Manga 69' |

| República Centreafricana | 1 – 1   | Egipte     |
| ------------------------ | ------- | ---------- |
| Kéthévoama 23'           | Crònica | Moteab 72' |

La República Centreafricana guanyà amb un marcador global de 4–3 i es classificà per a la segona ronda.
| Madagascar | 0 – 4   | Cap Verd                                            |
| ---------- | ------- | --------------------------------------------------- |
|            | Crònica | Ryan 11' · Dady 38' · F. Varela 77' · T. Varela 82' |

| Cap Verd                   | 3 – 1   | Madagascar |
| -------------------------- | ------- | ---------- |
| Ryan 9', 81' · Djaniny 55' | Crònica | Voavy 83'  |

Cap Verd guanyà amb un marcador global de 7–1 i es classificà per a la segona ronda.
| Libèria      | 1 – 0   | Namíbia |
| ------------ | ------- | ------- |
| Williams 67' | Crònica |         |

| Namíbia | 0 – 0   | Libèria |
| ------- | ------- | ------- |
|         | Crònica |         |

Libèria guanyà amb un marcador global d'1–0 i es classificà per a la segona ronda.

## Segona ronda

### Sorteig
Les 30 seleccions que es classificaren per a la segona ronda van ser ordenats de millor a pitjor de com van fer en les tres prèvies edicions de la Copa d'Àfrica de Nacions, és a dir el 2008, 2010 i 2012. Per cadascuna de les tres últimes edicions del torneig, el següent sistema de puntuació s'adopta per les seleccions classificades:
| Classificació                 | Punts |
| ----------------------------- | ----- |
| Guanyador                     | 7     |
| Segon                         | 5     |
| Semifinalistes perdedors      | 3     |
| Perdedors als quarts de final | 2     |
| Eliminats en la fase de grups | 1     |

A més, un coeficient de punts va ser donat a cadascuna de les tres últimes edicions de la Copa d'Àfrica de Nacions de la següent manera:
- 2012: punts multiplicats per 3
- 2010: punts multiplicats per 2
- 2008: punts multiplicats per 1

Si dues seleccions queden igual en nombre de punts en la classificació prèvia el nombre de punts que varen acumular al llarg de tots els seus partits de les tres últimes edicions de la Copa d'Àfrica de Nacions determinava el seu rànquing (és a dir 3 punts per cada victòria, 1 per cada empat i 0 per cada derrota).
Les seleccions van ser dividides en dos pots basats en els rànquings. Cada equip s'enfrontaria contra un equip de l'altre pot. L'ordre dels partits va ser determinat per un sorteig.
| Pot 1 | Pot 2 |
| --- | --- |
| 1. Zàmbia (26 pts) 2. Ghana (22 pts) 3. Costa d'Ivori (22 pts) 4. Mali (12 pts) 5. Tunísia (10 pts) 6. Camerun (9 pts) 7. Angola (9 pts) 8. Gabon (8 pts) 9. Nigèria (8 pts) 10. Sudan (7 pts) 11. Guinea Equatorial (6 pts) 12. Algèria (6 pts) 13. Guinea (5 pts) 14. Burkina Faso (5 pts) 15. Marroc (4 pts) | 1. Senegal (4 pts) 2. Líbia (3 pts) 3. Níger (3 pts) 4. Botswana (3 pts) 5. Malawi (2 pts) 6. Moçambic (2 pts) 7. Togo (2 pts) 8. Cap Verd (0 pts) 9. República Centreafricana (0 pts) 10. RD Congo (0 pts) 11. Etiòpia (0 pts) 12. Libèria (0 pts) 13. Sierra Leone (0 pts) 14. Uganda (0 pts) 15. Zimbabwe (0 pts) |

### Partits
La segona ronda es jugà entre el 7 i 9 de setembre, els partits d'anada, i entre el 12 i 14 d'octubre del 2012, els partits de tornada.
| Equip 1                  | Global     | Equip 2           | Primer partit | Segon partit |
| ------------------------ | ---------- | ----------------- | ------------- | ------------ |
| Mali                     | 7–1        | Botswana          | 3–0           | 4–1          |
| Zimbabwe                 | 3–3 (c)    | Angola            | 3–1           | 0–2          |
| Ghana                    | 3–0        | Malawi            | 2–0           | 1–0          |
| Libèria                  | 3–8        | Nigèria           | 2–2           | 1–6          |
| Zàmbia                   | 1–1 (9–8p) | Uganda            | 1–0           | 0–1          |
| Cap Verd                 | 3–2        | Camerun           | 2–0           | 1–2          |
| Moçambic                 | 2–4        | Marroc            | 2–0           | 0–4          |
| Sierra Leone             | 2–2 (c)    | Tunísia           | 2–2           | 0–0          |
| Guinea                   | 1–2        | Níger             | 1–0           | 0–2          |
| Sudan                    | 5–5 (c)    | Etiòpia           | 5–3           | 0–2          |
| Líbia                    | 0–3        | Algèria           | 0–1           | 0–2          |
| Costa d'Ivori            | 6–2        | Senegal           | 4–2           | 2–0          |
| RD Congo                 | 5–2        | Guinea Equatorial | 4–0           | 1–2          |
| Gabon                    | 2–3        | Togo              | 1–1           | 1–2          |
| República Centreafricana | 2–3        | Burkina Faso      | 1–0           | 1–3          |

| Mali                                         | 3 – 0   | Botswana |
| -------------------------------------------- | ------- | -------- |
| Diabaté 27' (pen.) · N'Diaye 59' · Maïga 77' | Crònica |          |

| Botswana   | 1 – 4   | Mali                                                    |
| ---------- | ------- | ------------------------------------------------------- |
| Ohilwe 90' | Crònica | Diabaté 29' · Maïga 60' · Samassa 77' · M.K. Traoré 85' |

Mali guanyà amb un marcador global de 7–1 i es classificà per a la Copa d'Àfrica de Nacions 2013.
| Zimbabwe                                  | 3 – 1   | Angola     |
| ----------------------------------------- | ------- | ---------- |
| Mateus 4' (p.p.) · Billiat 21' · Gutu 35' | Crònica | Campos 56' |

| Angola         | 2 – 0   | Zimbabwe |
| -------------- | ------- | -------- |
| Manucho 5', 7' | Crònica |          |

Angola guanyà amb un marcador global de 3–3 (regla dels gols en camp contrari) i es classificà per a la Copa d'Àfrica de Nacions 2013.
| Ghana               | 2 – 0   | Malawi |
| ------------------- | ------- | ------ |
| Atsu 8' · Annan 53' | Crònica |        |

| Malawi | 0 – 1   | Ghana     |
| ------ | ------- | --------- |
|        | Crònica | Acquah 4' |

Ghana guanyà amb un marcador global de 3–0 i es classificà per a la Copa d'Àfrica de Nacions 2013.
| Libèria                 | 2 – 2   | Nigèria                          |
| ----------------------- | ------- | -------------------------------- |
| Roberts 5' · Oliseh 66' | Crònica | Igiebor 22' · I. Uche 26' (pen.) |

| Nigèria                                                                 | 6 – 1   | Libèria  |
| ----------------------------------------------------------------------- | ------- | -------- |
| Ambrose 1' · Musa 38' · Moses 48', 88' · Mikel 50' (pen.) · I. Uche 72' | Crònica | Wleh 80' |

Nigèria guanyà amb un marcador global de 8–3 i es classificà per a la Copa d'Àfrica de Nacions 2013.
| Zàmbia         | 1 – 0   | Uganda |
| -------------- | ------- | ------ |
| C. Katongo 18' | Crònica |        |

| Uganda                                                                                    | 1 – 0   | Zàmbia                                                                                            |
| ----------------------------------------------------------------------------------------- | ------- | ------------------------------------------------------------------------------------------------- |
| Massa 25'                                                                                 | Crònica |                                                                                                   |
| Tanda de penals                                                                           |         |                                                                                                   |
| Walusimbi · Mwesigwa · Masaba · Onyango · Okwi · Kizza · Mawejje · Oloya · Kizito · Ochan | 8 – 9   | C. Katongo · Mayuka · Chansa · Sinkala · Mweene · F. Katongo · Sakuwaha · Chintu · Nkausu · Sunzu |

Zàmbia guanyà amb un marcador global d'1–1 (8–9 per tanda de penals) i es classificà per a la Copa d'Àfrica de Nacions 2013.
| Cap Verd                  | 2 – 0   | Camerun |
| ------------------------- | ------- | ------- |
| Ricardo 15' · Djaniny 61' | Crònica |         |

| Camerun                  | 2 – 1   | Cap Verd  |
| ------------------------ | ------- | --------- |
| Emana 22' · Olinga 90+4' | Crònica | Ramos 12' |

Cap Verd guanyà amb un marcador global de 3–2 i es classificà per a la Copa d'Àfrica de Nacions 2013.
| Moçambic                   | 2 – 0   | Marroc |
| -------------------------- | ------- | ------ |
| Miro 75' · Domingues 90+3' | Crònica |        |

| Marroc                                                         | 4 – 0   | Moçambic |
| -------------------------------------------------------------- | ------- | -------- |
| Barrada 39' · Kharja 64' (pen.) · El-Arabi 85' · Amrabat 90+4' | Crònica |          |

Marroc guanyà amb un marcador global de 4–2 i es classificà per a la Copa d'Àfrica de Nacions 2013.
| Sierra Leone            | 2 – 2   | Tunísia                 |
| ----------------------- | ------- | ----------------------- |
| Suma 8' · A. Kamara 85' | Crònica | Gharbi 65' · Msakni 87' |

| Tunísia | 0 – 0   | Sierra Leone |
| ------- | ------- | ------------ |
|         | Crònica |              |

Tunísia guanyà amb un marcador global de 2–2 (regla dels gols en camp contrari) i es classificà per a la Copa d'Àfrica de Nacions 2013.
| Guinea      | 1 – 0   | Níger |
| ----------- | ------- | ----- |
| Yattara 51' | Crònica |       |

| Níger                   | 2 – 0   | Guinea |
| ----------------------- | ------- | ------ |
| Chikoto 74' · Garba 85' | Crònica |        |

Níger guanyà amb un marcador global de 3–2 i es classificà per a la Copa d'Àfrica de Nacions 2013.
| Sudan                                                       | 5 – 3   | Etiòpia                     |
| ----------------------------------------------------------- | ------- | --------------------------- |
| Careca 7' · Bisha 15' · Omer 45+1' · Tahir 83' (pen. ), 90' | Crònica | Kebede 14', 50' · Girma 68' |

| Etiòpia              | 2 – 0   | Sudan |
| -------------------- | ------- | ----- |
| Girma 61' · Said 64' | Crònica |       |

Etiòpia guanyà amb un marcador global de 5–5 (regla dels gols en camp contrari) i es classificà per a la Copa d'Àfrica de Nacions 2013.
| Líbia | 0 – 1   | Algèria     |
| ----- | ------- | ----------- |
|       | Crònica | Soudani 88' |

| Algèria                 | 2 – 0   | Líbia |
| ----------------------- | ------- | ----- |
| Soudani 6' · Slimani 7' | Crònica |       |

Algèria guanyà amb un marcador global de 3–0 i es classificà per a la Copa d'Àfrica de Nacions 2013.
| Costa d'Ivori                                             | 4 – 2   | Senegal                |
| --------------------------------------------------------- | ------- | ---------------------- |
| Kalou 43' · Gervinho 65' · Drogba 80' (pen.) · Gradel 85' | Crònica | N'Doye 33' · Cissé 60' |

| Senegal | 0 – 2   | Costa d'Ivori          |
| ------- | ------- | ---------------------- |
|         | Crònica | Drogba 52', 71' (pen.) |

Costa d'Ivori guanyà amb un marcador global de 6–2 i es classificà per a la Copa d'Àfrica de Nacions 2013.
| RD Congo                                        | 4 – 0   | Guinea Equatorial |
| ----------------------------------------------- | ------- | ----------------- |
| Mbokani 56', 80' · Kanda 61' · Ronan 73' (p.p.) | Crònica |                   |

| Guinea Equatorial           | 2 – 1   | RD Congo    |
| --------------------------- | ------- | ----------- |
| Judson 23' · Ricardinho 35' | Crònica | Mbokani 43' |

La República Democràtica del Congo guanyà amb un marcador global de 5–2 i es classificà per a la Copa d'Àfrica de Nacions 2013.
| Gabon      | 1 – 1   | Togo         |
| ---------- | ------- | ------------ |
| Cousin 69' | Crònica | Adebayor 74' |

| Togo                    | 2 – 1   | Gabon      |
| ----------------------- | ------- | ---------- |
| Wome 36' · Adebayor 57' | Crònica | Cousin 80' |

Togo guanyà amb un marcador global de 3–2 i es classificà per a la Copa d'Àfrica de Nacions 2013.
| República Centreafricana | 1 – 0   | Burkina Faso |
| ------------------------ | ------- | ------------ |
| Mabidé 21'               | Crònica |              |

| Burkina Faso                             | 3 – 1   | República Centreafricana |
| ---------------------------------------- | ------- | ------------------------ |
| A. Traoré 18', 90+6' · Dagano 40' (pen.) | Crònica | Manga 7'                 |

Burkina Faso guanyà amb un marcador global de 3–2 i es classificà per a la Copa d'Àfrica de Nacions 2013.

## Equips classificats

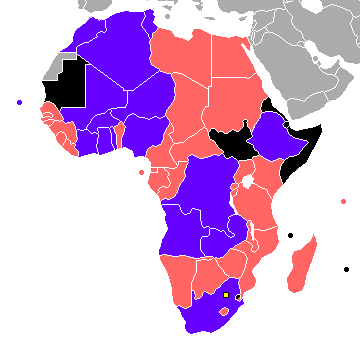
Es classificà
No es classificà
No hi participà
No forma part de la CAF

| Selecció      | Motiu de la classificació            | Data de classificació   | Aparicions prèvies en el torneig1                                                                                     |
| ------------- | ------------------------------------ | ----------------------- | --- |
| Sud-àfrica    | Amfitrions                           | 28 de setembre del 2011 | 7 (1996, 1998, 2000, 2002, 2004, 2006, 2008)                                                                          |
| Ghana         | Guanyador contra Malawi              | 13 d'octubre de 2012    | 18 (1963, 1965, 1968, 1970, 1978, 1980, 1982, 1984, 1992, 1994, 1996, 1998, 2000, 2002, 2006, 2008, 2010, 2012)       |
| Mali          | Guanyador contra Botswana            | 13 d'octubre de 2012    | 7 (1972, 1994, 2002, 2004, 2008, 2010, 2012)                                                                          |
| Zàmbia        | Guanyador contra Uganda              | 13 d'octubre de 2012    | 15 (1974, 1978, 1982, 1986, 1990, 1992, 1994, 1996, 1998, 2000, 2002, 2006, 2008, 2010, 2012)                         |
| Nigèria       | Guanyador contra Libèria             | 13 d'octubre de 2012    | 16 (1963, 1976, 1978, 1980, 1982, 1984, 1988, 1990, 1992, 1994, 2000, 2002, 2004, 2006, 2008, 2010)                   |
| Tunísia       | Guanyador contra Sierra Leone        | 13 d'octubre de 2012    | 15 (1962, 1963, 1965, 1978, 1982, 1994, 1996, 1998, 2000, 2002, 2004, 2006, 2008, 2010, 2012)                         |
| Costa d'Ivori | Guanyador contra Senegal             | 13 d'octubre de 2012    | 19 (1965, 1968, 1970, 1974, 1980, 1984, 1986, 1988, 1990, 1992, 1994, 1996, 1998, 2000, 2002, 2006, 2008, 2010, 2012) |
| Marroc        | Guanyador contra Moçambic            | 13 d'octubre de 2012    | 14 (1972, 1976, 1978, 1980, 1986, 1988, 1992, 1998, 2000, 2002, 2004, 2006, 2008, 2012)                               |
| Etiòpia       | Guanyador contra Sudan               | 14 d'octubre de 2012    | 9 (1957, 1959, 1962, 1963, 1965, 1968, 1970, 1976, 1982)                                                              |
| Cap Verd      | Guanyador contra Camerun             | 14 d'octubre de 2012    | 0 |
| Angola        | Guanyador contra Zimbabwe            | 14 d'octubre de 2012    | 6 (1996, 1998, 2006, 2008, 2010, 2012)                                                                                |
| Níger         | Guanyador contra Guinea              | 14 d'octubre de 2012    | 1 (2012) |
| Togo          | Guanyador contra Gabon               | 14 d'octubre de 2012    | 6 (1972, 1984, 1998, 2000, 2002, 2006)                                                                                |
| RD Congo      | Guanyador contra Guinea Equatorial   | 14 d'octubre de 2012    | 15 (1965, 1968, 1970, 1972, 1974, 1976, 1988, 1992, 1994, 1996, 1998, 2000, 2002, 2004, 2006)                         |
| Burkina Faso  | Guanyador contra Rep. Centreafricana | 14 d'octubre de 2012    | 8 (1978, 1996, 1998, 2000, 2002, 2004, 2010, 2012)                                                                    |
| Algèria       | Guanyador contra Líbia               | 14 d'octubre de 2012    | 14 (1968, 1980, 1982, 1984, 1986, 1988, 1990, 1992, 1996, 1998, 2000, 2002, 2004, 2010)                               |

¹ La negreta indica que aquest país va ser campió aquell any